# Jack Lawless
Jack Lawless (Nova Jersey, 20 de setembro de 1987) é um músico e baterista norte americano.
Ele é conhecido por ter sido baterista do Jonas Brothers. Ele é, também, baterista do Ocean Grove
e DNCE. Ele cresceu em Middletown, Nova Jérsie.

## Carreira

### Música
Lawless performou com Jonas Brothers desde o início de 2007.
Em 2008, Lawless foi o baterista do álbum ''Don't Forget'' da Demi Lovato.
Ele é o baterista da banda DNCE, que estreou em 2015.

### Jonas Brothers
A banda de apoio do Jonas Brothers incluía Ryan Liestman nos teclados, John Taylor na guitarra,
Greg Garbowsky no baixo e Jack Lawless na bateria.